# Batalla de Paxos (1537)
La batalla de Paxos fue un encuentro naval entre la flota de Andrea Doria, gran almirante de Carlos I de España y V del Sacro Imperio Romano Germánico, y una flotilla otomana capitaneada por Alí Celebi a las órdenes del sultán Solimán el Magnífico. Se enmarcó en la guerra italiana de 1536-1538, pero el desenlace de la batalla condujo directamente también a la tercera guerra turco-veneciana cuando Doria implicó forzosamente a la República de Venecia en la lucha contra los otomanos.

## Trasfondo
A principios de julio de 1537, la armada otomana, encabezada por Jeireddín Barbarroja y Lutfi Bajá y compuesta por alrededor de 320 naves, atracó en Valona, donde Solimán había concentrado un gran ejército de 200.000 hombres. Tras reunirse con el embajador francés Jean de La Forêt, acordaron desembarcar en Italia desde el sur mientras los franceses de Francisco I procuraban invadirla desde el norte. Desplegando 10.000 hombres en la costa napolitana y viendo Bríndisi y Otranto demasiado  fortificadas, los turcos tomaron Castro tras una falsa promesa de paz hecha a través del renegado Troilo Pignatelli. Sin embargo, la resistencia local encabezada por Scipione di Somma y el virrey Pedro de Toledo frenaron en gran medida su avance.
La advertencia de la invasión había llegado tarde, ya que se creía que los franco-otomanos se dirigían a Venecia, pero el almirante imperial Andrea Doria, habiendo deducido sus propósitos, reunió 28 galeras en Génova y viajó a Mesina. Doria intentó atraer a los venecianos a una alianza, pero se topó con la misma neutralidad que años atrás en la toma de Corone. Los únicos refuerzos disponibles eran una escuadra papal de seis galeras lideradas por Virginio Orsini, además de otras cuatro prometidas por la Orden de Malta bajo el mando del prior Leone Strozzi. Aun no pudiendo enfrentarse directamente a la colosal flota turca, Doria tenía ya suficientes efectivos para hostigar a Barbarroja, que efectuó atacando su retaguardia en la costa epirota para cortar sus líneas de aprovisionamiento.

## Movimientos previos
El 13 de julio, Doria capturó 14 grandes esquirazos de carga judíos que proveían a los otomanos desde Alejandría. Otro encuentro sucedió el 18 de julio, cuando Doria acorraló y capturó en tierra otomana las tres naves del embajador turco Janus Bey, que viajaba hacia la colonia veneciana de Corfú para tratar con su almirante Girolamo da Pesaro una serie de hostilidades fortuitas entre Venecia y los turcos. Janus creyó erróneamente que Pesaro le había tendido una trampa en connivencia con Doria, y así le permitieron hacer saber a Solimán por carta, lo que enfrió las relaciones entre ambas potencias e hizo al sultán planear hacer la guerra a Venecia en el futuro.
Cinco días después, tras reunirse con Strozzi, Doria avistó entre las islas Merleyas otra flota de doce potentes galeras turcas, que resultaron ser transportes de soldados jenízaros de la guardia personal de Solimán, capitaneados en ese momento por Alí Celebi, bajá de Galípoli y comandante de gran éxito y fortuna.

## Batalla
Navegando entre las islas de Paxos y Antípaxos, la flota cristiana estaba dividida en tres secciones, disponiendo el almirante catorce galeras en el medio, doce a la izquierda bajo el mando de su primo Antonio Doria y otras doce a la derecha bajo Strozzi, y dio orden de rodear las galeras enemigas con la comodidad de su superioridad numérica, caído ya el sol. Los otomanos tardaron en responder al no tener visibilidad de a qué se enfrentaban, pero de inmediato opusieron una gran resistencia que se alargó encarnizadamente durante tres horas, abordando los mismos barcos enemigos y aprovechando la confusión para acometerles en el cuerpo a cuerpo, hasta que la mañana del 23 salió el sol sobre una batalla que todavía duraba. El mismo Doria fue herido por una esquirla en la rodilla, pero continuó dirigiendo la batalla de pie a sus 71 años.
Lo que dirimió verdaderamente la contienda no sería la superioridad numérica, sino la técnica, ya que las galeras cristianas venían equipadas con una serie de piezas de artillería de cureña escalonada, que les permitía montarlas y desmontarlas a lo largo de los barcos. Haciendo fuego insistentemente con los cañones desde las bandas, aprovechando las posiciones escuadras papal y maltesa para envolver a los turcos, los cristianos les infligieron grandes pérdidas y acabaron por hundir una de las galeras otomanas. Los jenízaros supervivientes finalmente claudicaron, arrojando ritualmente las cimitarras al mar para que ningún infiel pudiera tomarlas. El combate había resultado sorprendentemente sanguinolento, ya que los turcos contaban 2500 muertos y 800 prisioneros casi todos heridos, mientras que los cristianos perdieron 250 hombres y tuvieron más de mil heridos, entre ellos Andrea y Antonio Doria.
Los cristianos repararon todas las naves en la costa de Paxos, y sabiendo que Barbarroja podría estarles buscando con las 170 galeras y 70 galeotas y fustas de su flota, regresaron a Mesina con las naves turcas capturadas a remolque. Fueron recibidos en la ciudad con grandes celebraciones por haber robado una victoria a una armada enemiga tan onerosa.

## Consecuencias
El 11 de agosto, para alivio de las posiciones cristianas en Italia, el sultán Solimán coligió que Francisco I de Francia no podía o quería cumplir con el plan acordado de invadir Italia por ambos extremos, por lo que dio orden de reembarcar al ejército, estacionado en Ugento, y abandonó la península itálica. En ese momento, Doria vio su oportunidad y permitió que los otomanos capturasen una nave correo con una carta falsa para el almirante veneciano Girolamo Pesaro, en la cual hacía ver que estaban secretamente coaligados y recomendaba a Pesaro que atacasen la flota otomana antes de que llegase a Valona. Cuando Solimán se enteró del contenido de la carta, solidificó inmediatamente sus intenciones de atacar Corfú, a la que puso sitio el 26 de agosto. El resultado fue su entrada forzosa de Venecia en la guerra y su alianza aún más forzosa con Carlos I y el Papa.